# Jbel Lekst
Der Jbel Lekst (oder auch Jbel el-Kest; Tamazight: ⴰⴷⵔⴰⵔ ⵏ ⵍⴽⵙⵜ Adrar n Lkest) ist mit seiner Höhe von 2365 m (oder 2345 m) einer der höchsten Berge des Antiatlas-Gebirges im Süden Marokkos. Die Berge des Antiatlas wurden während der französischen Protektoratszeit (1912 bis 1956) erst- und letztmals vermessen; neuere Satellitendaten fehlen bislang.

## Lage
Der Jbel Lekst befindet sich im westlichen Antiatlas nahe beim Tal der Ammeln etwa 20 km (Luftlinie) nördlich der Kleinstadt Tafraoute in der Provinz Taroudannt in der Region Souss-Massa.

## Beschreibung
Wie nahezu alle Berge des Antiatlas ist auch der Jbel Lekst geprägt von stark erodierten Felsen und losem Geröll. In der gesamten Region fällt nur wenig Regen; sollte im Winter tatsächlich einmal Schnee fallen, so schmilzt dieser innerhalb weniger Minuten oder Stunden in der Tagessonne wieder ab.

## Besteigung
Aufstieg und Abstieg sind für geübte Bergwanderer im Rahmen weniger Stunden zu bewerkstelligen, wobei man sich üblicherweise dem Berg von Norden her mit einem PKW bis auf etwa 5 km Entfernung beim Dorf Aït Iftene nähern kann. Meist erfolgt eine Querung des Gipfels mit dem Abstieg ins südlich gelegene Tal der Ammeln zum Dorf Tachedirt (oder Tagdirt).